# Jardim Isabel
Jardim Isabel é um bairro nobre da zona sul da cidade brasileira de Porto Alegre, capital do estado do Rio Grande do Sul. 
Sua história está ligada ao bairro de Ipanema, do qual se emancipou através da Lei Ordinária nº 10.724 de 9 de julho de 2009, tendo sido então um dos bairros novos oficializados da cidade.
Trata-se de um bairro majoritariamente residencial, com muitas moradas unifamiliares, sendo limitado a norte pelo Parque Natural do Morro do Osso. 

## Região de Planejamento e OP
O Jardim Isabel está inserido na "Região Geral de Planejamento Seis" (RGP-6), uma das Regiões de Gestão do Planejamento de Porto Alegre. Cada região reúne um grupo de bairros com afinidades entre si, com a RGP-6 possuindo dezoito bairros ao todo. 
A RGP-6 abriga duas Regiões do Orçamento Participativo (OP) distintas: a Região Centro Sul (que inclui os bairros Camaquã, Campo Novo, Cavalhada, Nonoai, Teresópolis, Vila Nova) e a Região Sul (que inclui, além do Jardim Isabel, os bairros Aberta dos Morros, Espírito Santo, Guarujá, Hípica, Ipanema, Pedra Redonda, Serraria, Sétimo Céu, Tristeza, Vila Assunção e Vila Conceição).

## Histórico

### Século XVIII e XIX
No século XVIII, a área do Jardim Isabel integrava a antiga sesmaria "São Gonçalo" (Gonssalo na grafia antiga), concedida ao português Dionísio Rodrigues Mendes (c. 1695-1791), cuja sede se situava no bairro Belém Velho. As terras da sesmaria se estendiam do Arroio Cavalhada até o Arroio do Salso, isto é, a porção que corresponde à zona sul da cidade nos dias de hoje.
Um dos filhos de Dionísio, André Bernardes Rangel (1741-1826), acabou herdando e adquirindo de seus irmãos a parte da sesmaria às margens do rio Guaíba, instalando a sua residência e de sua família em Ipanema. Durante décadas foram os únicos ocupantes da região, onde exploravam a lavoura e criavam gado. Com a morte de Rangel, seus filhos e genros travaram uma luta judicial pela demarcação dos limites das terras, as quais acabaram sucessivamente loteadas e vendidas para outras famílias, que estabeleceram fazendas e chácaras de veraneio na região. Muitas delas eram de origem alemã.

### Século XX

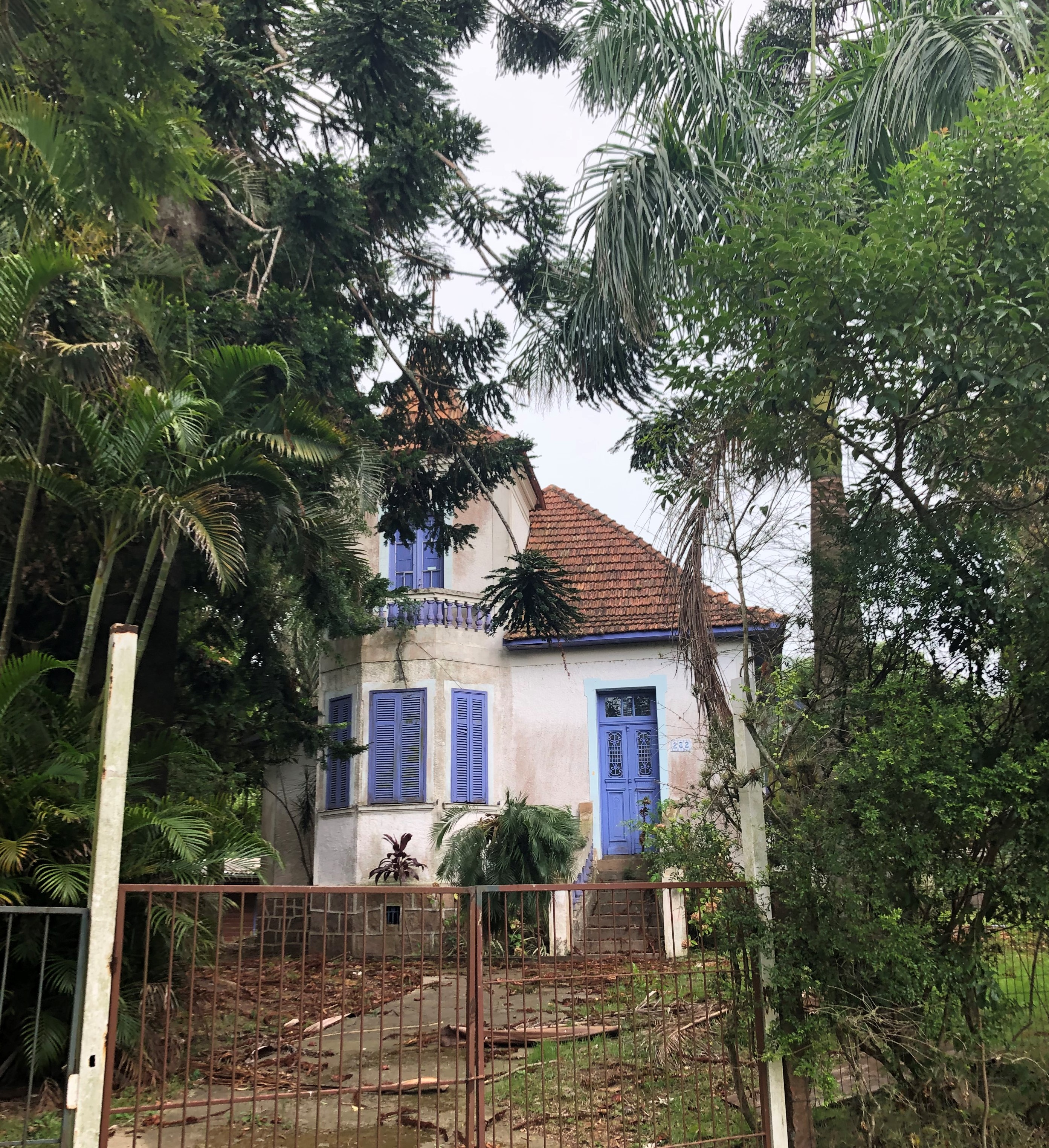
O Castelinho (1923).

Em 1923, o industrial Bernardo Dreher e sua esposa, Martha Elisabeth "Isabel" Dreher (nascida Bercht), adquiriram por 50 contos de réis uma propriedade de 40 hectares pertencente ao empresário Otto Niemeyer (1864-1937), morador do bairro Tristeza. A propriedade era fronteiriça com o Morro do Osso e com a chácara da família Bastian Meyer na Pedra Redonda, junto ao Morro do Sabiá, e com a fazenda de João "Juca" Batista Magalhães, este dono da única casa comercial na "Estrada da Cavalhada". Naquela época, a região era pouquíssimo povoada e basicamente rural, não havendo os balneários ao longo do Guaíba, pois as praias tinham acesso privado. 
Os Dreher empregaram funcionários em sua chácara e se dedicaram ao plantio de jardins e ao cultivo de hortigranjeiros, sobretudo frutas, cujas safras comercializavam localmente e também no Mercado Público. Na chácara também construíram um casarão, conhecido como Castelinho até os dias de hoje. A residência chegou a receber visita de políticos gaúchos ilustres da época, como de Getúlio Vargas e Darci Vargas, João Neves da Fontoura, Daniel Krieger e Oswaldo Vergara.

#### Loteamento Jardim Vila Isabel

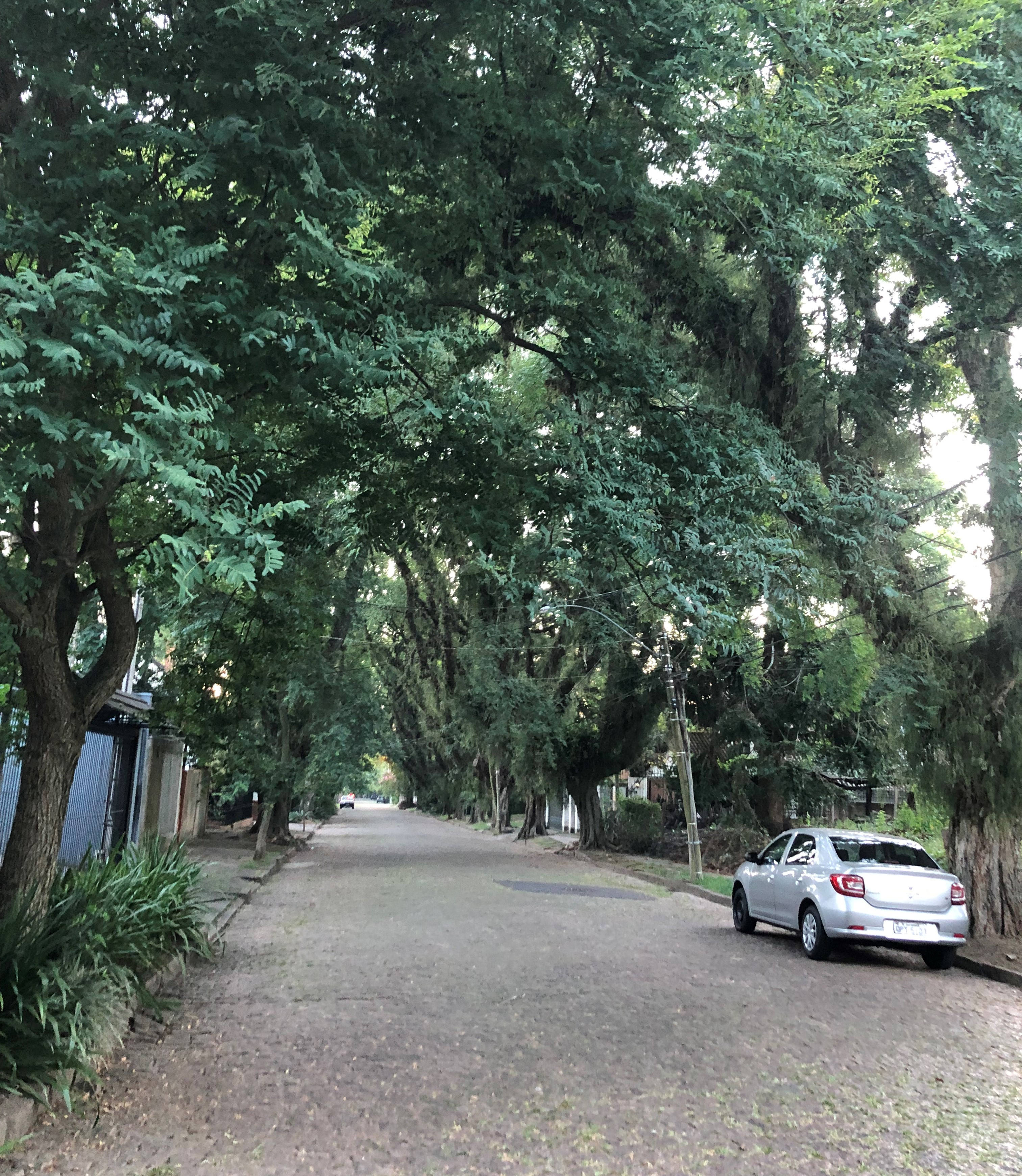
Rua João Mendes Ouriques e seu túnel verde.

No início da década de 1950, com a alta procura por terrenos de veraneio próximos do balneário da Pedra Redonda, impulsionada inicialmente pela Ferrovia do Riacho, e também com o aumento dos impostos pela valorização urbana da zona sul, os Dreher venderam a sua chácara, dando rapidamente origem ao loteamento "Jardim Vila Isabel", então dentro dos limites antigos do bairro Ipanema (oficializado pela Lei 2.022, de 7 de dezembro de 1959).
Conforme o levantamento aerofotogramétrico da cidade de 1956, a Vila Jardim Isabel foi planejada com um tecido viário de trama semi-reticular, isto é, vias constituídas de linhas "quebradas", de dimensões variadas, com "quarteirões" de forma e tamanho irregular. Uma longa avenida com canteiro central, nomeada em homenagem a Arlindo Pasqualini (1911-1964), foi construída paralela ao lote do casarão antigo da família Dreher para interligar, no sentido sudoeste-nordeste, a Avenida Coronel Marcos com o Conjunto Residencial Jardim do Sol. 
Da Avenida Arlindo Pasqualini, partem as ruas de pedra paralelepípedo que se tornaram muito arborizadas, com destaque para a sinuosa Rua João Mendes Ouriques, onde o seu "túnel verde" com espécies de tipuanas foi declarado "Área de Uso Especial" pelo Decreto 15.585 de 4 de junho de 2007. Os nomes escolhidos para as ruas homenageiam personalidades gaúchas, como Edgar Luis Schneider, Vicente Rao, Carlos de Paula Couto e Guilherme Schultz Filho, e também estrangeiras como Tadeusz Kościuszko e Jigoro Kano, assim como lugares, caso da Rua Morano Calabro (cidade-irmã de Porto Alegre). 

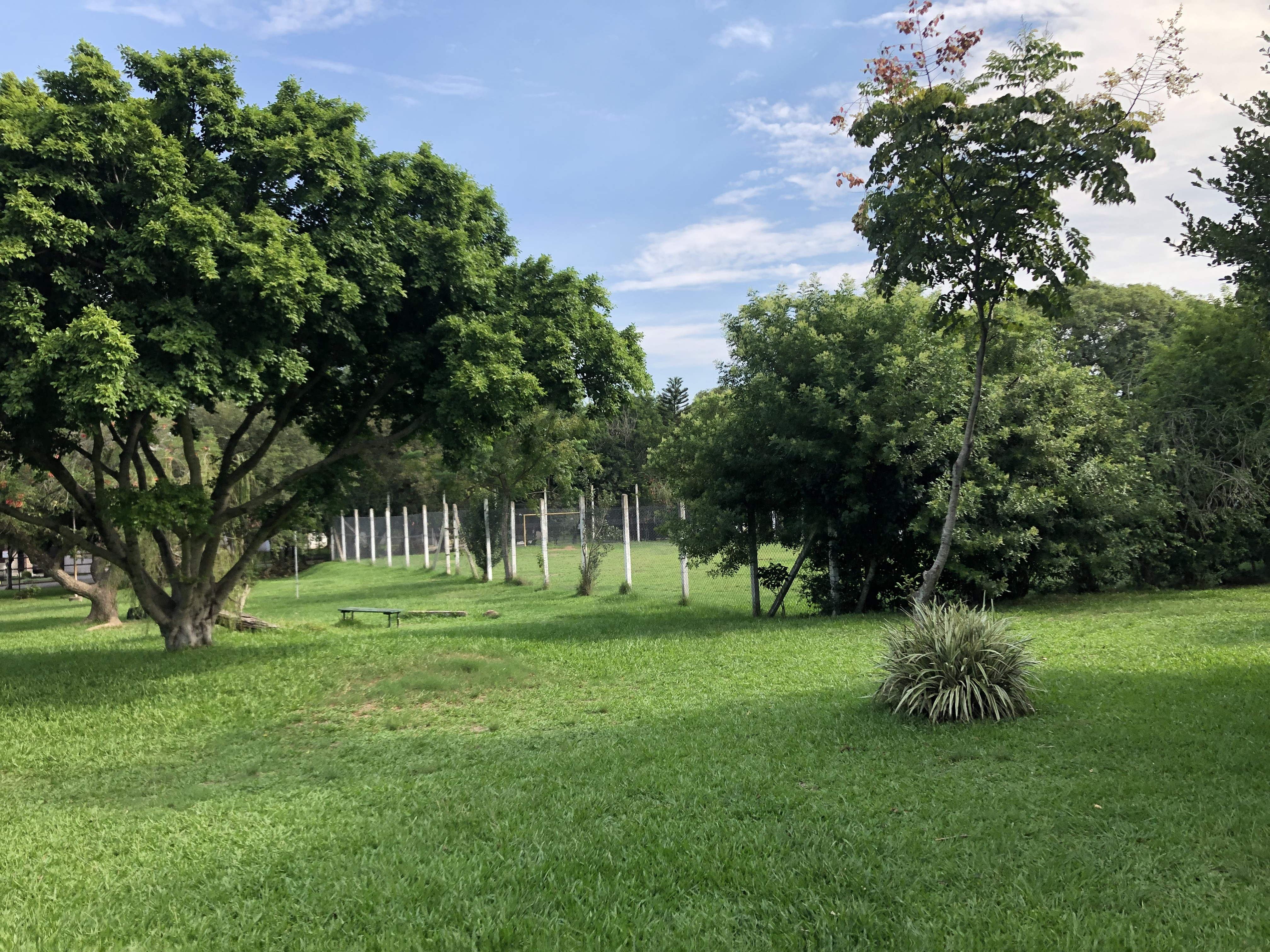
Praça Bernardo Dreher.

As principais praças do loteamento são a Praça Bernardo Dreher, nomeada a partir do patriarca da antiga chácara; a Praça Adel Carvalho, que homenageia o empresário, jornalista e político pela UDN; a Praça Bispo Machado Krischke, que leva o nome do bispo primaz da Igreja Episcopal Anglicana do Brasil; e a Praça Heitor Berutti Brasil, que faz homenagem ao funcionário do Banco da Província. Outras áreas verdes, menores, incluem a Praça Osvaldo Schwerdt, Januário Grecco e Márcia Heinz - cujo homenagem foi reivindicada pela Associação Comunitária David Maurício em 1987.

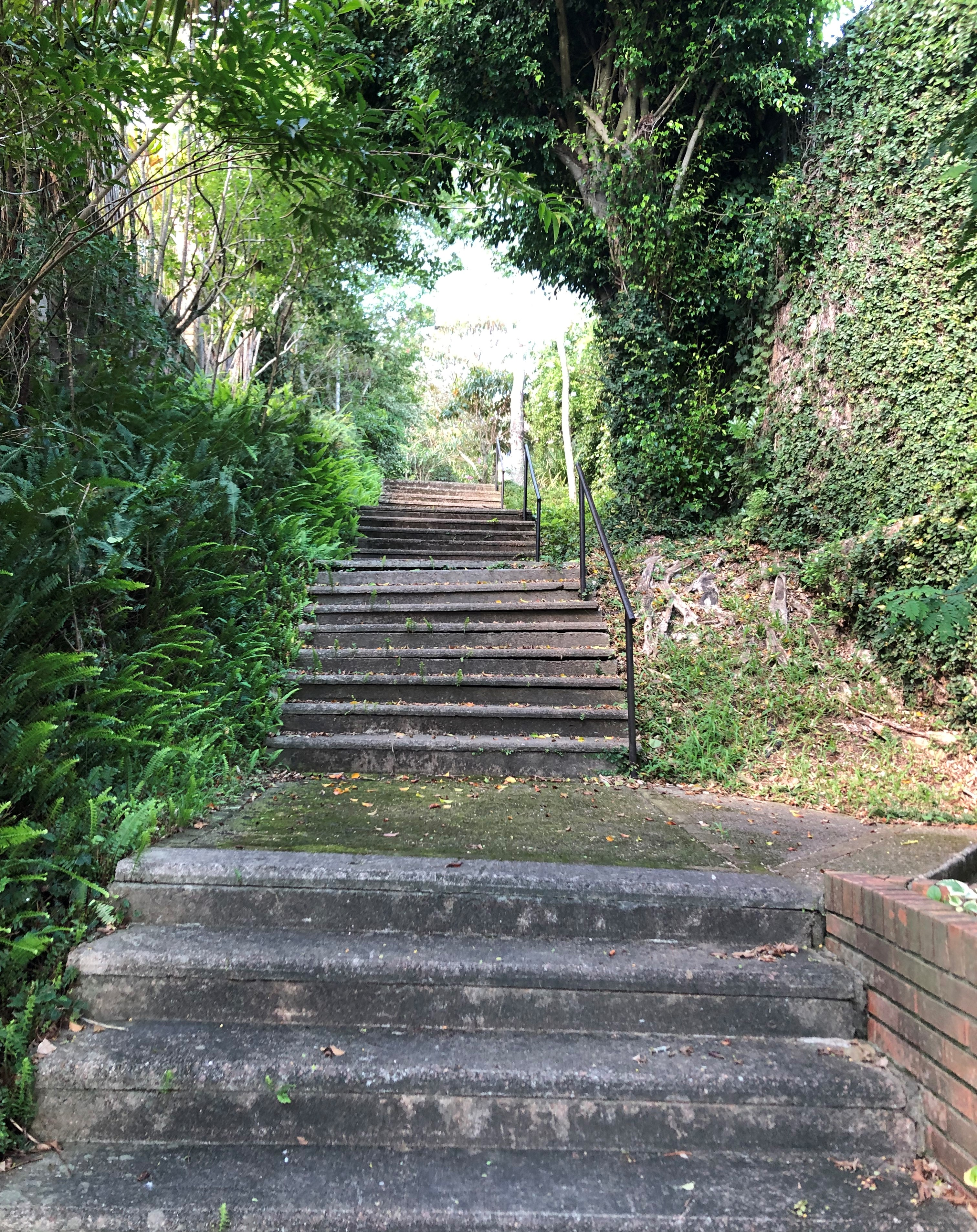
Passagem escadaria

Além das ruas, o Loteamento previu, na porção mais íngrime junto ao Morro do Osso, a construção de passagens com escadarias entre os lotes particulares, para que pedestres pudessem cortar caminho entre ruas de níveis diferentes. Uma delas é a ajardinada "Passagem Edgar Luiz Schneider-Dr. Arnaldo da Silva Ferreira", com trecho parcialmente construído.

#### Bairro oficial

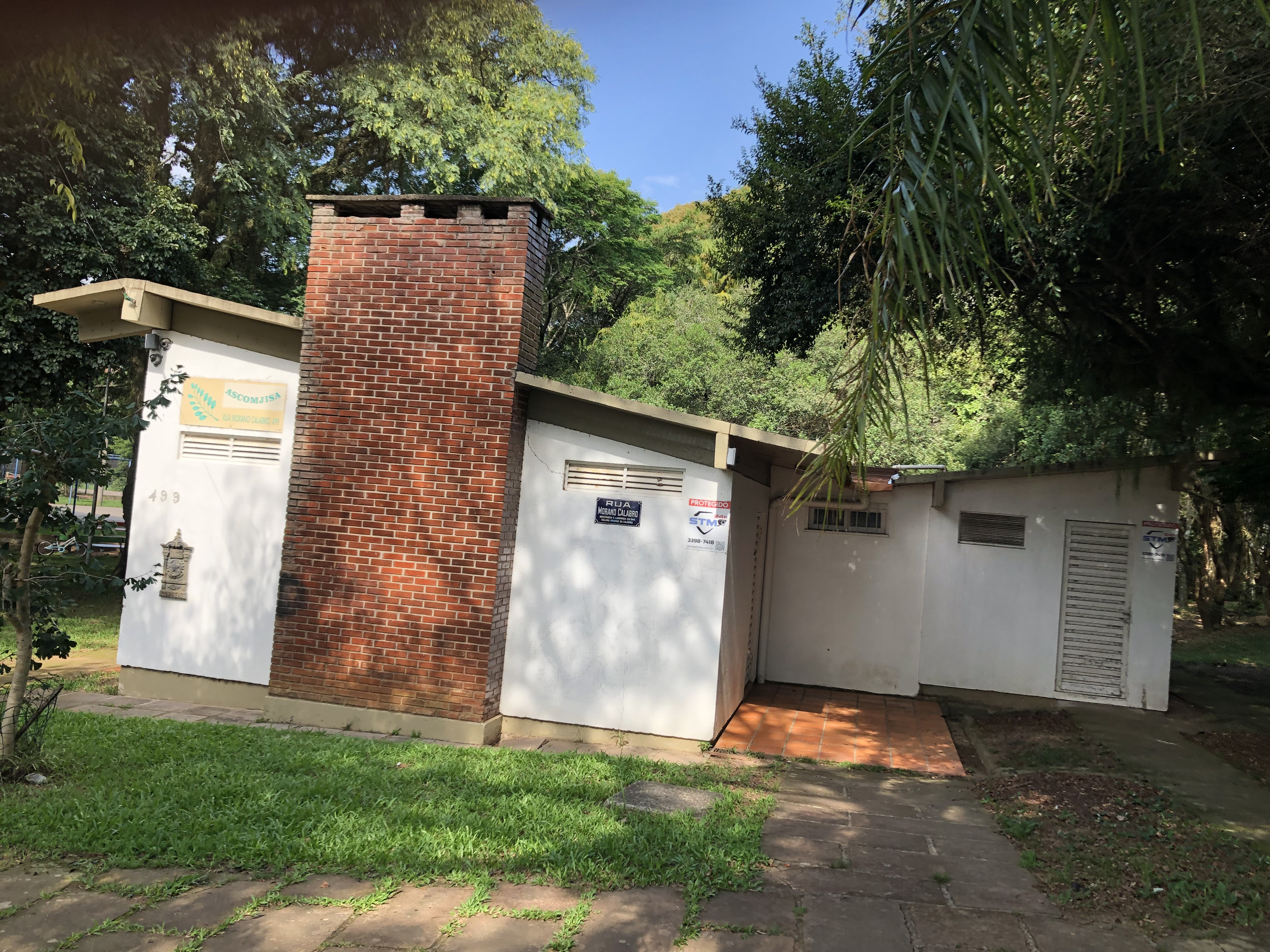
Sede da ASCOMJISA, na Praça Adel Carvalho.

Em 1975, um grupo de moradores, por meio da Associação Comunitária Jardim Isabel-Ipanema (Ascomjip), passou a se organizar para garantir melhorias a sua comunidade, fazendo surgir um movimento para oficializar em lei o bairro. No entanto, isso foi concretizado apenas décadas mais tarde, quando ocorreu a emancipação do bairro Ipanema por meio da Lei Ordinária nº 10.724 de 9 de julho de 2009. O nome do bairro, Jardim Isabel, foi escolhido por consenso em homenagem à Martha Elisabeth Dreher, apelidada de "Dona Isabel". Desde então, a associação é conhecida apenas como Ascomjisa (Associação Comunitária Jardim Isabel), a qual tem edificada uma sede na Praça Adel Carvalho para reuniões e confraternizações.
Em 2013, foi inaugurado na Praça Adel Carvalho o "Recanto Infantil Betina Waengertner", em homenagem a uma jovem empreendedora falecida em 2007.

## Educação

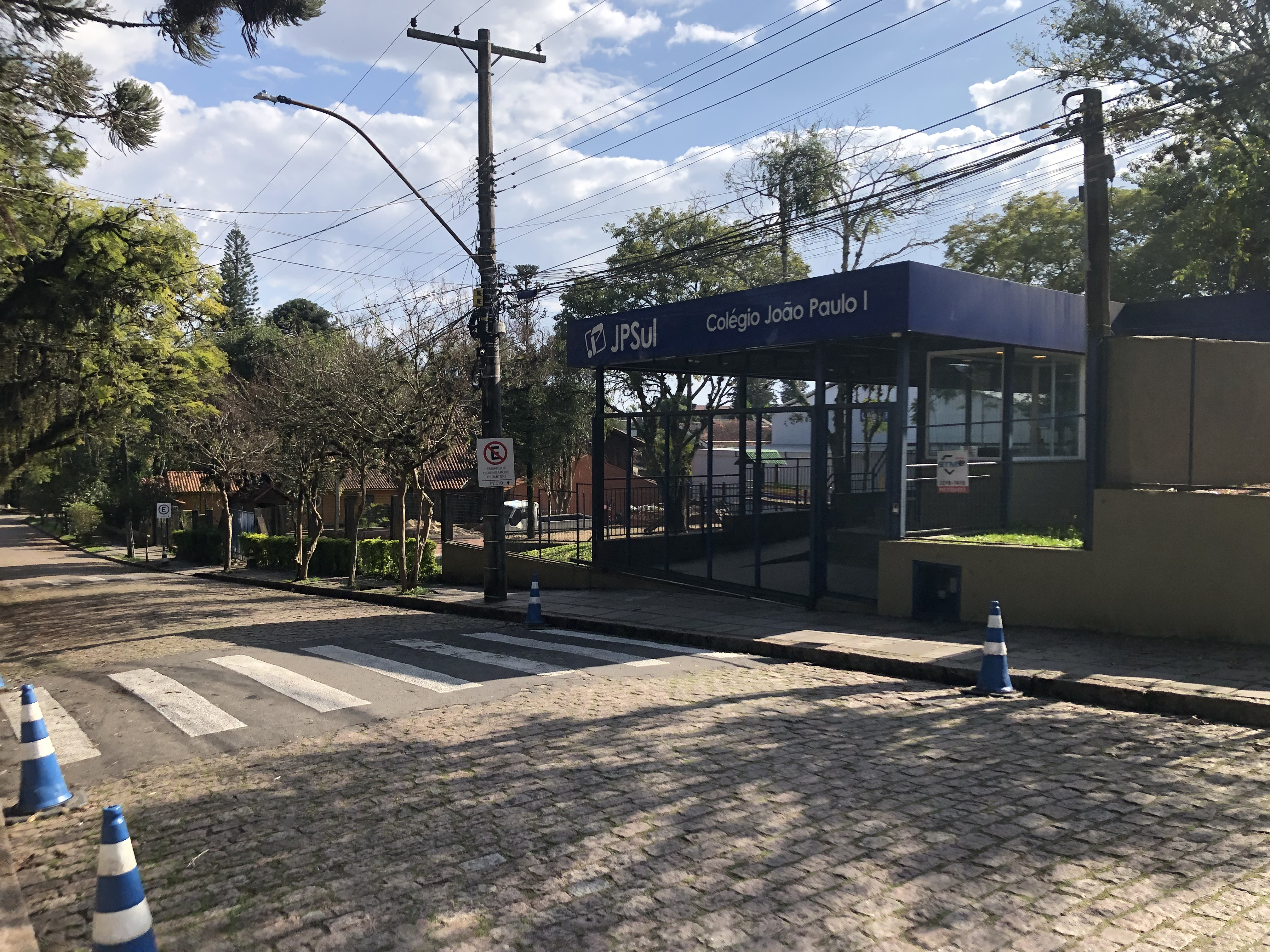
Frente do Colégio João Paulo I.

O bairro conta com a Unidade Sul do Colégio João Paulo I (JPSul), fundada em 1993, que atende estudantes desde a educação infantil até o ensino médio.

## Pontos de referência
Áreas verdes
- Praça Adel Carvalho
- Praça Bernardo Dreher
- Praça Bisbo Machado Krischke
- Praça Heitor Brasil Berutti
- Praça Januário Grecco
- Praça Osvaldo Schwerdt
- Praça Márcia Heinz

Educação

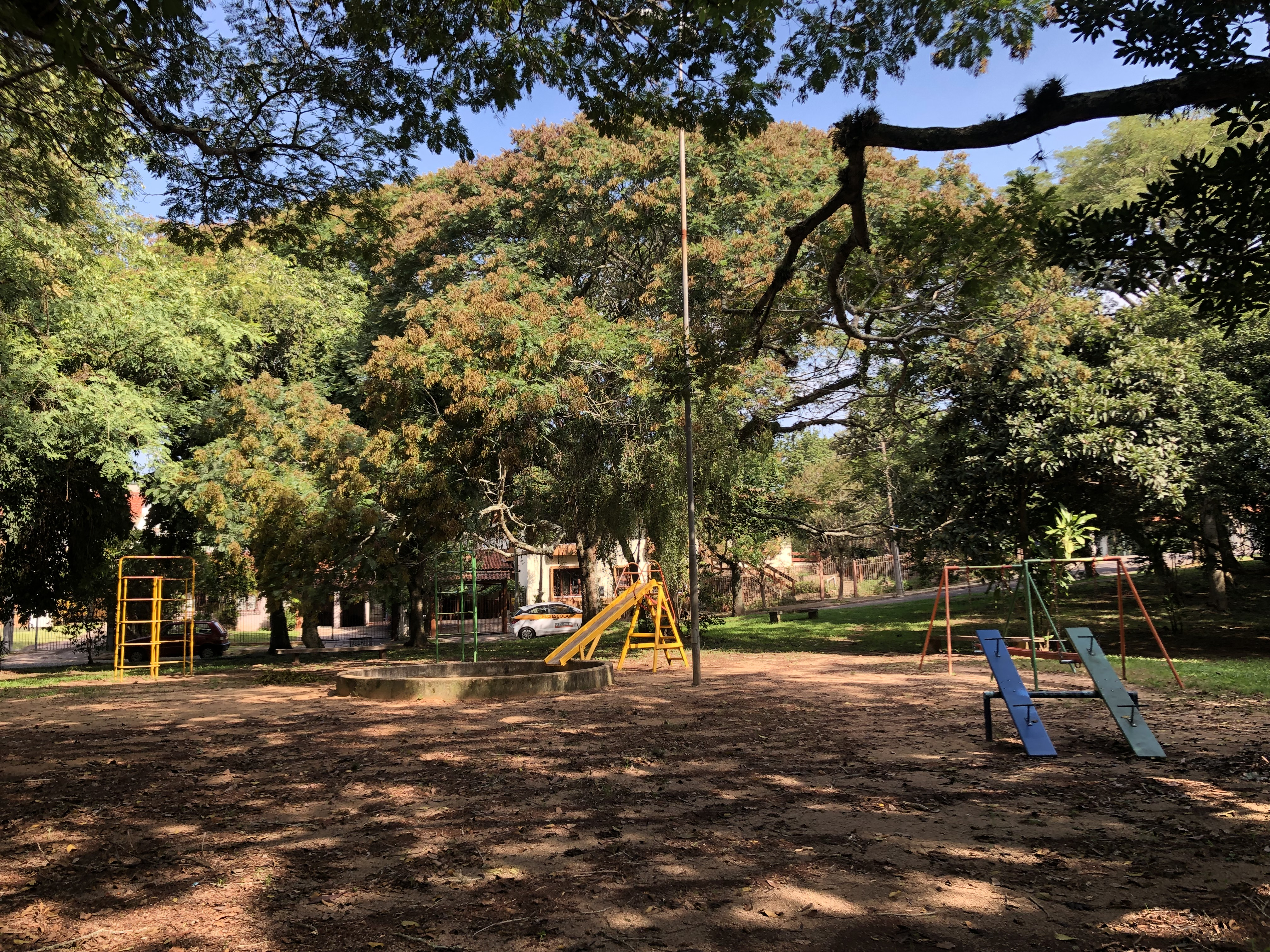
Recanto Betine Waengertner, dentro da Praça Adel Carvalho.

- Colégio João Paulo I (Unidade Sul)
- Escola Infantil Arco Íris

## Limites atuais
Com ponto inicial na Avenida Coronel Marcos, esquina com Travessa Pedra Redonda; segue-se por essa avenida até a Rua Morano Calabro; daí, vai-se, a nordeste, em linha reta, até a extremidade sul da Rua Professor Carlos de Paula Couto; então, segue-se, a noroeste, até a extremidade norte dessa rua; por último, segue-se, a sudoeste, em linha reta, até o ponto inicial.